# 金國香 (跳水運動員)
金國香（韓語：김국향，1999年4月4日—），北韓女子跳水運動員。她於12歲開始接受跳水訓練。在2015年的世界游泳錦標賽中，她在女子10米高台賽事以397.05分奪得金牌。這是她首次於國際賽贏得冠軍。同年8月6日，最高人民會議決定向金國香和她的教練申正林授予「人民體育人」稱號。2016年，獲朝鮮十大最優秀選手稱號 。

## 資料來源
1. ↑  "“神秘之师”惊人一跳"[永久] 《新民晚報》 2015 7 31
2. ↑  The official result of 2015 World Aquatics Championships （页面存档备份，存于） Omegatiming.com 2015 7 30
3. ↑  "游泳世锦赛金牌运动员和教练被授予人民体育人称号" 《朝鮮中央通訊社》 2015 8 6
4. ↑  "2016年朝鮮十大最優秀旅手、教練、跆拳道選手" 《朝鮮畫報》2017.03 P.34